# 金田秀昭
金田 秀昭（かねだ ひであき、1945年（昭和20年）6月20日 - ）は、日本の海上自衛官。最終階級は海将。現在、岡崎研究所理事特別研究員、三菱総合研究所主席専門研究員。祖父は金田秀太郎海軍中将。

## 経歴
1945年（昭和20年）、神奈川県に生まれる。1968年（昭和43年）3月、防衛大学校（第12期）を卒業し、海上自衛隊に入隊。アメリカ海軍大学校指揮課程修了。海上幕僚監部防衛課長、舞鶴地方総監部幕僚長、 第4護衛隊群司令、統合幕僚監部第5幕僚室長等を歴任し、1998年（平成10年）7月1日、第26代護衛艦隊司令官に就任。護衛艦隊司令官在任中の1999年（平成11年）2月に護衛艦「はるな」による高性能20ミリ機関砲（CIWS）の不時発射事案（後述）が発生した。金田はこの事案により懲戒処分を受け、辞表を提出し、同年7月12日付で退官した。
退官後はハーバード大学上席特別研究員、慶應義塾大学総合政策学部特別招聘教授などを歴任。

## 不時発射事案
1999年（平成11年）2月18日午前、舞鶴港停泊中の護衛艦「はるな」において、CIWS発砲回路試験中に、22番砲に混入されていた実弾2発が不時発射された。事故については「はるな」艦長から第3護衛隊群司令を経て、金田護衛艦隊司令官に報告されたが、金田は報告を受けた後、民間等への被害がないこと、再発防止対策は自己の職責の範囲内でできる等と考えたことから、上級司令部等に報告しないこととした。後日、関係者からの問い合わせがあり、同年6月17日、自衛艦隊司令官が第3護衛隊群司令に確認した結果、同事故が判明した。同年7月1日、この事案により関係者18人に懲戒処分等が下され、金田は事故報告未実施が職務上の注意義務違反に問われ、停職10日の懲戒処分を受けた。なお、将官が停職処分を受けたのは初めてである。

## 主著

### 単著
- 『弾道ミサイル防衛入門』（かや書房）
- 『目覚めよ、そして立て、海洋国家日本』（内外ニュース社）
- 『マハニズムによる国力伸張を目指す中国の国家海洋戦略』（安全保障懇話会）
- 『BMDがわかる』（イカロス出版）

### 共著
- 『日本のミサイル防衛』（日本国際問題研究所：共著）
- 『武力戦の様相』(内外出版：共著)